# Casa al carrer Raval del Remei, 1 (Caldes de Montbui)
La Casa al carrer Raval del Remei, 1 és una obra de Caldes de Montbui (Vallès Oriental) protegida com a bé cultural d'interès local.

## Descripció
És un edifici entre mitgeres que fa cantonada. Consta de planta baixa i dos pisos. La façana que dona al carrer Raval del Remei té dues portes a la planta baixa, una és rectangular amb la llinda de fusta i els brancals de pedra, i l'altre és d'arc rebaixat amb les dovelles i els brancals de pedra. Al primer pis hi ha dues finestres, una té la llinda decorada amb un arc polilobulat en relleu i l'altre, que dona a un petit balcó sense voladís, té també la llinda decorada amb dos petits arcs lobulats. Al segon pis hi ha 5 finestres, totes rectangulars excepte una que és d'arc de mig punt. Per sobre hi ha una cornisa que separa un alçament de la teulada que es va fer posteriorment; aquesta cornisa està fins a la meitat de la façana a un nivell i l'altre meitat a un nivell més baix. La part sobrealçada està decorat amb uns plafons romboïdals.
A la façana del carrer Major s'obren dues obertures rectangulars a la planta baixa, una petita que és la porta d'entrada i l'altre, molt gran, és el garatge. Al primer pis hi ha tres obertures, la del centre és una finestra amb la llinda, el brancal i l'ampit de pedra i els laterals són dos petits balcons sense voladís. A la segona planta hi ha tres finestres. Per sobre hi ha la cornisa que continua de l'altre façana i més amunt els mateixos plafons romboïdals de l'altre cantó.
L'angle de la casa està fet amb carreus de pedra vista mentre que la resta de la casa està arrebossada i pintada.

## Història
Possiblement l'origen de l'edifici és dels segles XVI- XVII, ja que és en aquesta època quan s'esdevé l'expansió de la ciutat fora de les muralles pel Portal de Vic, formant el que seria el barri del Raval del Remei.